# Генрі-Клей Тауншип (округ Фаєтт, Пенсільванія)
Генрі-Клей Тауншип (англ. Henry Clay Township) — селище (англ. township) в США, в окрузі Файєтт штату Пенсільванія. Населення — 1761 особа (2020).

## Демографія
Згідно з переписом 2010 року, у селищі мешкало 2066 осіб у 795 домогосподарствах у складі 535 родин. Було 1387 помешкань
Расовий склад населення:
| - 97,6 % — білих - 0,5 % — азіатів - 0,4 % — корінних американців - 0,2 % — чорних або афроамериканців |

До двох чи більше рас належало 1,2 %. Частка іспаномовних становила 1,3 % від усіх жителів.
За віковим діапазоном населення розподілялося таким чином: 20,5 % — особи молодші 18 років, 60,2 % — особи у віці 18—64 років, 19,3 % — особи у віці 65 років та старші. Медіана віку мешканця становила 43,4 року. На 100 осіб жіночої статі у селищі припадало 106,4 чоловіків;  на 100 жінок у віці від 18 років та старших — 103,0 чоловіків також старших 18 років.
Середній дохід на одне домашнє господарство  становив 51 558 доларів США (медіана — 37 188), а середній дохід на одну сім'ю — 67 976 доларів (медіана — 51 750). Медіана доходів становила 41 198 доларів для чоловіків та 34 500 доларів для жінок. За межею бідності перебувало 19,8 % осіб, у тому числі 31,2 % дітей у віці до 18 років та 14,5 % осіб у віці 65 років та старших.
Цивільне працевлаштоване населення становило 713 осіб. Основні галузі зайнятості: освіта, охорона здоров'я та соціальна допомога — 21,2 %, мистецтво, розваги та відпочинок — 17,4 %, виробництво — 11,4 %, роздрібна торгівля — 11,1 %.